# F3 giapponese 2011
La stagione 2011 dell'All-Japan Formula 3 è stata la 33ª della F3 giapponese. Iniziata il 14 maggio, è terminata il 25 settembre. Yuhi Sekiguchi ha vinto il titolo piloti, il team ThreeBond Racing quello riservato alle scuderie e la TOM'S quello riservato ai motoristi.

## La pre-stagione

### Calendario
| Gara | Gara | Circuito                           | Giri | Lunghezza             | Data         |
| ---- | ---- | ---------------------------------- | ---- | --------------------- | ------------ |
| 1    | G1   | Circuito di Suzuka                 | 12   | 12x5,807 km=69,684 km | 14 maggio    |
| 1    | G2   | Circuito di Suzuka                 | 17   | 17x5,807 km=98,719 km | 15 maggio    |
| 2    | G3   | Circuito del Fuji                  | 15   | 15x4,563 km=68,445 km | 11 giugno    |
| 2    | G4   | Circuito del Fuji                  | 21   | 21x4,563 km=95,823 km | 12 giugno    |
| 2    | G5   | Circuito del Fuji                  | 21   | 21x4,563 km=95,823 km | 12 giugno    |
| 3    | G6   | Circuito del Fuji                  | 15   | 15x4,563 km=68,445 km | 16 luglio    |
| 3    | G7   | Circuito del Fuji                  | 21   | 21x4,563 km=95,823 km | 17 luglio    |
| 4    | G8   | Twin Ring Motegi                   | 14   | 14x4,801 km=66,654 km | 6 agosto     |
| 4    | G9   | Twin Ring Motegi                   | 20   | 20x4,801 km=96,020 km | 7 agosto     |
| 5    | G10  | Circuito Internazionale di Okayama | 18   | 18x3 703 km=66,654 km | 27 agosto    |
| 5    | G11  | Circuito Internazionale di Okayama | 25   | 25x3 703 km=92,575 km | 28 agosto    |
| 6    | G12  | Circuito di Suzuka                 |      |                       | 3 settembre  |
| 6    | G13  | Circuito di Suzuka                 |      |                       | 4 settembre  |
| 7    | G14  | Sportsland SUGO                    | 18   | 18x3,704 km=66,672 km | 24 settembre |
| 7    | G15  | Sportsland SUGO                    | 25   | 25x3,704 km=92 600 km | 25 settembre |
| 7    | G16  | Sportsland SUGO                    | 25   | 25x3,704 km=92 600 km | 25 settembre |

- Tutte le corse sono disputate in Giappone.

## Piloti e team
| Team                             | Telaio              | No. | Pilota           | Classe | Weekend di Gare |
| -------------------------------- | ------------------- | --- | ---------------- | ------ | --------------- |
| Petronas Team TOM'S TOM'S Spirit | F308-Toyota 1AZ-FE  | 1   | Naoya Gamou      | C      | Tutte           |
| Petronas Team TOM'S TOM'S Spirit | F308-Toyota 1AZ-FE  | 36  | Richard Bradley  | C      | Tutte           |
| Petronas Team TOM'S TOM'S Spirit | F306-Toyota 3S-GE   | 37  | Yuichi Nakayama  | N      | Tutte           |
| Hanashima Racing                 | F308- Toyota 1AZ-FE | 5   | Hideki Yamauchi  | C      | Tutte           |
| Hanashima Racing                 | F306 Toyota 3S-GE   | 6   | Motoaki Ishikawa | N      | 1–5             |
| Hanashima Racing                 | F306 Toyota 3S-GE   | 6   | Hiroshi Koizumi  | N      | 6–7             |
| HFDP Racing                      | F307- Toyota 3S-GE  | 7   | Kazuki Miura     | N      | Tutte           |
| HFDP Racing                      | F307- Toyota 3S-GE  | 8   | Tomoki Nojiri    | N      | Tutte           |
| ThreeBond Racing                 | F309- Nissan SR20VE | 12  | Hironobu Yasuda  | C      | Tutte           |
| SGC by KCMG                      | F306- Toyota 3S-GE  | 19  | Naoki Nishimoto  | C      | 1–4             |
| SGC by KCMG                      | F306- Toyota 3S-GE  | 19  | Matt Howson      | C      | 5–7             |
| SGC by KCMG                      | F307-Toyota 3S-GE   | 20  | Gary Thompson    | N      | Tutte           |
| NDDP Racing                      | F306- Toyota 3S-GE  | 22  | Daiki Sasaki     | N      | Tuute           |
| NDDP Racing                      | F306- Toyota 3S-GE  | 23  | Katsumasa Chiyo  | N      | Tutte           |
| B-MAX Engineering                | F308-Toyota 1AZ-FE  | 50  | Yuhi Sekiguchi   | C      | 2–7             |
| CMS Motor Sports Project         | F306- Toyota 3S-GE  | 72  | Makoto Kanai     | N      | 6               |
| CMS Motor Sports Project         | F306- Toyota 3S-GE  | 77  | Tatsuru Noro     | N      | 2–4, 7          |

| Icona | Classe     |
| ----- | ---------- |
| C     | Campionato |
| N     | Nazionale  |

- Tutte le vetture sono Dallara.

## Risultati e classifiche

### Risultati
| Gara | Gara | Circuito | Tempo                                    | Velocità                                 | Pole Position                            | GPV                                      | Vincitore                                | Vettura                                  | Team                                     |
| ---- | ---- | -------- | ---------------------------------------- | ---------------------------------------- | ---------------------------------------- | ---------------------------------------- | ---------------------------------------- | ---------------------------------------- | ---------------------------------------- |
| 1    | G1   | Suzuka   | 23'20"435                                | 179,15 km/h                              | Hironobu Yasuda                          | Hideki Yamauchi                          | Hideki Yamauchi                          | Dallara-Toyota                           | Hanashima Racing                         |
| 1    | G2   | Suzuka   | 33'25"397                                | 177,22 km/h                              | Hideki Yamauchi                          | Hideki Yamauchi                          | Hironobu Yasuda                          | Dallara-Nissan                           | ThreeBond Racing                         |
| 2    | G1   | Fuji     | 26'04"069                                | 156,6 km/h                               | Hironobu Yasuda                          | Yuhi Sekiguchi                           | Yuhi Sekiguchi                           | Dallara-Toyota                           | B-MAX Engineering                        |
| 2    | G2   | Fuji     | 34'12"453                                | 168,09 km/h                              | Hironobu Yasuda                          | Yuhi Sekiguchi                           | Hironobu Yasuda                          | Dallara-Nissan                           | ThreeBond Racing                         |
| 2    | G3   | Fuji     | 33'56"068                                | 169,41 km/h                              |                                          | Hironobu Yasuda                          | Naoya Gamou                              | Dallara-Toyota                           | Petronas Team TOM'S                      |
| 3    | G1   | Fuji     | 24'31"934                                | 166,49 km/h                              | Yuhi Sekiguchi                           | Yuhi Sekiguchi                           | Yuhi Sekiguchi                           | Dallara-Toyota                           | B-MAX Engineering                        |
| 3    | G2   | Fuji     | 34'26"187                                | 166,95 km/h                              | Yuhi Sekiguchi                           | Yuhi Sekiguchi                           | Hironobu Yasuda                          | Dallara-Nissan                           | ThreeBond Racing                         |
| 4    | G1   | Motegi   | 1h33'30"813                              | 43,15 km/h                               | Yuhi Sekiguchi                           | Yuhi Sekiguchi                           | Yuhi Sekiguchi                           | Dallara-Toyota                           | B-MAX Engineering                        |
| 4    | G2   | Motegi   | 36'27"310                                | 158,04 km/h                              | Yuhi Sekiguchi                           | Yuhi Sekiguchi                           | Yuhi Sekiguchi                           | Dallara-Toyota                           | B-MAX Engineering                        |
| 5    | G1   | Okayama  | 31'27"607                                | 127,14 km/h                              | Yuhi Sekiguchi                           | Hironobu Yasuda                          | Hironobu Yasuda                          | Dallara-Nissan                           | ThreeBond Racing                         |
| 5    | G2   | Okayama  | 36'51"189                                | 150,71 km/h                              | Yuhi Sekiguchi                           | Hideki Yamauchi                          | Hideki Yamauchi                          | Dallara-Toyota                           | Hanashima Racing                         |
| 6    | G1   | Suzuka   | Gara cancellata a causa del Tifone Talas | Gara cancellata a causa del Tifone Talas | Gara cancellata a causa del Tifone Talas | Gara cancellata a causa del Tifone Talas | Gara cancellata a causa del Tifone Talas | Gara cancellata a causa del Tifone Talas | Gara cancellata a causa del Tifone Talas |
| 6    | G2   | Suzuka   | Gara cancellata a causa del Tifone Talas | Gara cancellata a causa del Tifone Talas | Gara cancellata a causa del Tifone Talas | Gara cancellata a causa del Tifone Talas | Gara cancellata a causa del Tifone Talas | Gara cancellata a causa del Tifone Talas | Gara cancellata a causa del Tifone Talas |
| 7    | G1   | Sugo     | 22'54"448                                | 174,64 km/h                              | Hideki Yamauchi                          | Yuhi Sekiguchi                           | Hideki Yamauchi                          | Dallara-Toyota                           | Hanashima Racing                         |
| 7    | G2   | Sugo     | 31'58"666                                | 174,78 km/h                              | Yuhi Sekiguchi                           | Yuhi Sekiguchi                           | Yuhi Sekiguchi                           | Dallara-Toyota                           | B-MAX Engineering                        |
| 7    | G3   | Sugo     | 43'14"033                                | 128,5 km/h                               |                                          | Naoya Gamou                              | Yuhi Sekiguchi                           | Dallara-Toyota                           | B-MAX Engineering                        |

### Classifica piloti
I punti sono assegnati secondo lo schema seguente:
| Punti | 10 | 7 | 5 | 3 | 2 | 1 | 1 | 1 |

| Pos              | Pilota           | SUZ        | SUZ        | FUJ        | FUJ        | FUJ        | FUJ        | FUJ        | MOT        | MOT        | OKA        | OKA        | SUZ        | SUZ        | SUG        | SUG        | SUG        | Punti      |
| Campionato       | Campionato       | Campionato | Campionato | Campionato | Campionato | Campionato | Campionato | Campionato | Campionato | Campionato | Campionato | Campionato | Campionato | Campionato | Campionato | Campionato | Campionato | Campionato |
| ---------------- | ---------------- | ---------- | ---------- | ---------- | ---------- | ---------- | ---------- | ---------- | ---------- | ---------- | ---------- | ---------- | ---------- | ---------- | ---------- | ---------- | ---------- | ---------- |
| 1                | Yuhi Sekiguchi   |            |            | 1          | 3          | 12         | 1          | 7          | 1          | 1          | 2          | 3          | C          | C          | 3          | 1          | 1          | 100        |
| 2                | Hironobu Yasuda  | 8          | 1          | 2          | 1          | 2          | 2          | 1          | 3          | 2          | 1          | 2          | C          | C          | 2          | 7          | 4          | 99         |
| 3                | Hideki Yamauchi  | 1          | 2          | 4          | 2          | 3          | Rit        | 2          | 5          | 3          | Rit        | 1          | C          | C          | 1          | 4          | 3          | 79         |
| 4                | Naoya Gamou      | 2          | 3          | 3          | 4          | 1          | 3          | 3          | 2          | 4          | 6          | 12         | C          | C          | 13         | 3          | 2          | 71         |
| 5                | Richard Bradley  | 3          | 4          | 11         | 5          | 4          | 4          | Rit        | 4          | Rit        | Rit        | 4          | C          | C          | 12         | 2          | 5          | 36         |
| 6                | Naoki Nishimoto  | 7          | 6          | 12         | 6          | 9          | 5          | 4          | 13         | 5          |            |            |            |            |            |            |            | 17         |
| 7                | Matt Howson      |            |            |            |            |            |            |            |            |            | 9          | 5          | C          | C          | 14         | Rit        | 6          | 7          |
| Classe nazionale |                  |            |            |            |            |            |            |            |            |            |            |            |            |            |            |            |            |            |
| 1                | Katsumasa Chiyo  | Rit        | 5          | 7          | 7          | 7          | 9          | Rit        | 6          | 8          | 10         | 8          | C          | C          | 4          | 6          | 7          | 89         |
| 2                | Tomoki Nojiri    | 4          | 7          | 6          | 8          | 5          | 8          | 8          | 8          | 11         | 3          | 10         | C          | C          | 7          | 8          | 10         | 89         |
| 3                | Yuichi Nakayama  | 9          | 10         | 5          | 11         | 8          | 7          | 5          | 7          | 7          | 4          | 6          | C          | C          | 5          | Rit        | 9          | 83         |
| 4                | Daiki Sasaki     | 6          | 8          | 9          | 12         | 10         | 11         | 6          | 9          | 10         | 7          | 7          | C          | C          | 8          | 5          | 8          | 58         |
| 5                | Gary Thompson    | 5          | 11         | 10         | 9          | 6          | 10         | 10         | 14         | 6          | 5          | 9          | C          | C          | 6          | Rit        | 12         | 52         |
| 6                | Kazuki Miura     | 10         | 9          | 8          | 10         | 11         | 6          | 9          | 10         | 9          | 8          | 11         | C          | C          | 9          | 9          | 11         | 41         |
| 7                | Tatsuru Noro     |            |            | 13         | 13         | 13         | 12         | 12         | 11         | 12         |            |            |            |            | 11         | 10         | 14         | 3          |
| 8                | Motoaki Ishikawa | 11         | 12         | 14         | 14         | 14         | 13         | 11         | 12         | 13         | NP         | NP         |            |            |            |            |            | 2          |
| 9                | Hiroshi Koizumi  |            |            |            |            |            |            |            |            |            |            |            | C          | C          | 10         | 11         | 13         | 1          |
|                  | Makoto Kanai     |            |            |            |            |            |            |            |            |            |            |            | C          | C          |            |            |            | 0          |
| Pos              | Pilota           | SUZ        | SUZ        | FUJ        | FUJ        | FUJ        | FUJ        | FUJ        | MOT        | MOT        | OKA        | OKA        | SUZ        | SUZ        | SUG        | SUG        | SUG        | Punti      |

| Colore  | Risultato             |
| ------- | --------------------- |
| Oro     | Vincitore             |
| Argento | 2º posto              |
| Bronzo  | 3º posto              |
| Verde   | Finito a punti        |
| Blu     | Finito senza punti    |
| Viola   | Ritirato (Rit)        |
| Viola   | Non classificato (NC) |
| Rosso   | Non qualificato (NQ)  |
| Nero    | Squalificato (SQ)     |
| Bianco  | Non partito (NP)      |
| Bianco  | Non ha gareggiato     |
| Bianco  | Infortunato (INF)     |
| Bianco  | Escluso (ES)          |
| Bianco  | Gara cancellata (C)   |

### Classifica scuderie
I punti sono assegnati secondo lo schema seguente:
| Punti | 10 | 7 | 5 | 3 | 2 | 1 |

Prende punti solo la prima vettura giunta al traguardo.
| Pos              | Team                     | SUZ        | SUZ        | FUJ        | FUJ        | FUJ        | FUJ        | FUJ        | MOT        | MOT        | OKA        | OKA        | SUZ        | SUZ        | SUG        | SUG        | SUG        | Punti      |
| Campionato       | Campionato               | Campionato | Campionato | Campionato | Campionato | Campionato | Campionato | Campionato | Campionato | Campionato | Campionato | Campionato | Campionato | Campionato | Campionato | Campionato | Campionato | Campionato |
| ---------------- | ------------------------ | ---------- | ---------- | ---------- | ---------- | ---------- | ---------- | ---------- | ---------- | ---------- | ---------- | ---------- | ---------- | ---------- | ---------- | ---------- | ---------- | ---------- |
| 1                | ThreeBond Racing         | 8          | 1          | 2          | 1          | 2          | 2          | 1          | 3          | 2          | 1          | 2          | C          | C          | 2          | 7          | 4          | 94         |
| 2                | B-MAX Engineering        |            |            | 1          | 3          | 12         | 1          | 7          | 1          | 1          | 2          | 3          | C          | C          | 3          | 1          | 1          | 85         |
| 3                | Petronas Team TOM'S      | 2          | 3          | 3          | 4          | 1          | 3          | 3          | 2          | 4          | 6          | 4          | C          | C          | 12         | 2          | 2          | 75         |
| 4                | Hanashima Racing         | 1          | 2          | 4          | 2          | 3          | Rit        | 2          | 5          | 3          | Rit        | 1          | C          | C          | 1          | 4          | 3          | 74         |
| 5                | SGC by KCMG              | 7          | 6          | 12         | 6          | 9          | 5          | 4          | 13         | 5          | 9          | 5          | C          | C          | 14         | Rit        | 6          | 24         |
| Classe nazionale |                          |            |            |            |            |            |            |            |            |            |            |            |            |            |            |            |            |            |
| 1                | NDDP Racing              | 6          | 5          | 7          | 7          | 7          | 9          | 6          | 6          | 8          | 7          | 7          | C          | C          | 4          | 5          | 7          | 100        |
| 2                | HFDP Racing              | 4          | 7          | 6          | 8          | 5          | 6          | 8          | 8          | 9          | 3          | 10         | C          | C          | 7          | 8          | 10         | 87         |
| 3                | TOM'S Spirit             | 9          | 10         | 5          | 11         | 8          | 7          | 5          | 7          | 7          | 4          | 6          | C          | C          | 5          | Rit        | 9          | 80         |
| 4                | SGC by KCMG              | 5          | 11         | 10         | 9          | 6          | 10         | 10         | 14         | 6          | 5          | 9          | C          | C          | 6          | Rit        | 12         | 49         |
| 5                | CMS Motor Sports Project |            |            | 13         | 13         | 13         | 12         | 12         | 11         | 12         |            |            | C          | C          | 11         | 10         | 14         | 3          |
| 6                | Hanashima Racing         | 11         | 12         | 14         | 14         | 14         | 13         | 11         | 12         | 13         | NP         | NP         | C          | C          | 10         | 11         | 13         | 3          |
| Pos              | Team                     | SUZ        | SUZ        | FUJ        | FUJ        | FUJ        | FUJ        | FUJ        | MOT        | MOT        | OKA        | OKA        | SUZ        | SUZ        | SUG        | SUG        | SUG        | Punti      |

### Classifica motoristi
I punti sono assegnati secondo lo schema seguente:
| Punti | 10 | 7 | 5 | 3 | 2 | 1 |

Prende punti solo la prima vettura giunta al traguardo.
| Pos | Motore             | SUZ | SUZ | FUJ | FUJ | FUJ | FUJ | FUJ | MOT | MOT | OKA | OKA | SUZ | SUZ | SUG | SUG | SUG | Punti |
| --- | ------------------ | --- | --- | --- | --- | --- | --- | --- | --- | --- | --- | --- | --- | --- | --- | --- | --- | ----- |
| 1   | TOM'S (Toyota)     | 2   | 3   | 1   | 3   | 1   | 1   | 3   | 1   | 1   | 2   | 3   | C   | C   | 3   | 1   | 1   | 109   |
| 2   | Tomei (Nissan)     | 8   | 1   | 2   | 1   | 2   | 2   | 1   | 3   | 2   | 1   | 2   | C   | C   | 2   | 7   | 4   | 94    |
| 3   | Hanashima (Toyota) | 1   | 2   | 4   | 2   | 3   | Rit | 2   | 5   | 3   | Rit | 1   | C   | C   | 1   | 4   | 3   | 74    |
| Pos | Motore             | SUZ | SUZ | FUJ | FUJ | FUJ | FUJ | FUJ | MOT | MOT | OKA | OKA | SUZ | SUZ | SUG | SUG | SUG | Punti |